# انکیو (دوره ادو)
انکیو (به ژاپنی: 寛保 Enkyō) نام عصر ژاپنی در دوره ادو بود. این دوره بعد از گنبون و قبل از  کانئن بود. این دوره از فوریه ۱۷۴۴ تا ژوئیه ۱۷۴۸ میلادی ادامه داشت. در این دوره امپراتور ساکوراماچی و امپراتور موموزونو امپراتور ژاپن بودند.

## تغییر دوران
1744 Enkyō gannen (延享元年): دوره جدید انکیو (به معنای طولانی شدن) برای نشان دادن شروع یک چرخه 60 ساله جدید از زودیاک چینی ایجاد شد. دوره قبلی به پایان رسید و دوره جدیدی در Kampō 4 آغاز شد.

## رویدادهای دوران انکیو
- 1744 (1 انکیو): یک دنباله دار بزرگ برای چندین ماه در آسمان قابل مشاهده بود. این دنباله دار احتمالاً همان چیزی بوده است که امروزه به عنوان C/1743 X1 (Decheseaus) شناخته می شود.

- 1745 (2 انکیو): توکوگاوا ایشیگه شوگان باکوفو ادو شد.
- 1745 (2 انکیو): اولین تأسیس یک نمایشگاه بازار در پایتخت در معبد هیرانو، در استان اومی بود.
- 1746 (3 انکیو، ماه دوم): آتش بزرگی در ادو در حال رخ دادن است.